# František Wolf

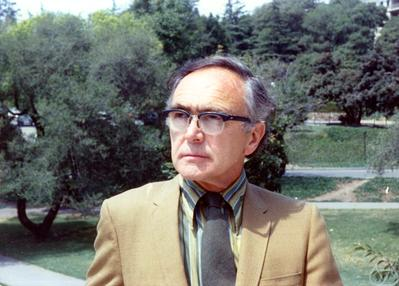
Frantisek Wolf 1972

František Wolf (* 1904 in Prostějov; † 12. August 1989 in Berkeley (Kalifornien)) war ein tschechischer Mathematiker, der sich mit Analysis befasste.

## Leben
Wolf war der Sohn eines Möbeltischlers. Er studierte Physik an der Karls-Universität in Prag und Mathematik an der Masaryk-Universität in Brünn, an der er bei Otakar Borůvka 1928 promovierte (Contribution à la théorie des series trigonométriques généralisées et des séries à fonctions orthogonales). Er unterrichtete als Gymnasial-Lehrer und war ab 1937 Privatdozent an der Karls-Universität. Danach war er in Cambridge bei Godfrey Harold Hardy und John Edensor Littlewood und veröffentlichte über Funktionentheorie und harmonische Analysis. Nach dem deutschen Einmarsch in der Tschechoslowakei ging er 1938 an das Mittag-Leffler-Institut in Stockholm und blieb bis 1941 in Schweden, wo er für den tschechischen Widerstand arbeitete. Anschließend ging er in die USA, unterrichtete ein Jahr am Macalester College in Saint Paul in Minnesota und  war ab 1942 Instructor an der University of California, Berkeley und später Professor. Er befasste sich unter anderem mit Störungstheorie von Operatoren und war wesentlich daran beteiligt, Tosio Kato an die Universität Berkeley zu holen. 1972 emeritierte er. Im Ruhestand half er beim Aufbau der Universität von Valle in Guatemala.
Er war 1951 mit Edwin Beckenbach Gründer des Pacific Journal of Mathematics.
Wolf spielte Klavier und Violine und war ein Amateur-Botaniker.

## Schriften (Auswahl)
- The Poisson integral. A study in the uniqueness of harmonic functions, Acta Mathematica, Band 74, 1941, S. 65–100.
- Contributions to a theory of summability of trigonometric integrals, University of California Press 1947
- Analytic perturbation of operators in Banach spaces, Mathematische Annalen, Band 124, 1952, S. 317–333.